# Parc national du Niokolo-Koba
Pour les articles homonymes, voir Niokolo Koba.
Le parc national du Niokolo-Koba (PNNK) est un parc national situé à 650 km à l'est de Dakar dans la région de Kédougou, dans le sud-est du Sénégal près de la frontière guinéenne. Il est desservi par l'aérodrome de Niokolo-Koba, une piste d'atterrissage en terre. 

## Histoire
Réserve de chasse à partir de 1926, puis forêt classée en 1951, réserve faunique en 1953, Niokolo-Koba a obtenu le statut de parc national en 1954.
Des agrandissements sont intervenus en 1962, 1965, 1968 et 1969, mais l'accession du pays à l'indépendance ayant suscité d'autres priorités gouvernementales, certaines zones ont été laissées à l'abandon et le braconnage a pris de l'ampleur.
Depuis 1981, le parc figure à la fois sur la liste du patrimoine mondial de l'UNESCO et sur celle du réseau mondial des réserves de biosphère dans le cadre du programme MAB.
À partir des années 1990, une collaboration suivie entre la Direction des parcs nationaux du Sénégal et l'ORSTOM — devenu IRD (Institut de recherche pour le développement) dans l'intervalle — permet notamment le dénombrement annuel des animaux présents dans le parc.
Par ailleurs, un ambitieux programme de regroupement avec le parc national du Badiar, une zone protégée limitrophe située en Guinée (regroupement proposé en 2005), a abouti à la nouvelle dénomination actuellement en vigueur, le complexe écologique de Niokolo-Badiar.
En 2007, face aux menaces de braconnage et de pacage illégal de bétail, l'UNESCO a inscrit le parc sur la liste du patrimoine mondial en péril. Sa situation s'étant améliorée, il en est retiré en 2024.

## Géographie
Le fleuve Gambie coule à travers le parc national dans une région de hautes terres, comme ses deux affluents : la rivière Koulountou et le cours d'eau Niokolo Koba qui a donné son nom au parc.
Le parc de la biosphère lui-même couvre 9 130 km2, dans un grand arc allant de la région de la Haute Casamance vers Kolda à la frontière de la Guinée-Bissau dans la région de Kédougou jusqu'à une centaine de kilomètres de la frontière guinéenne près de l'angle sud-est du Sénégal.
Le relief du parc est assez plat avec une altitude de 16 à 311 mètres. Le mont Assirik est le point culminant. D'immenses plaines, parfois marécageuses en saison de pluie, séparent de petites collines d'à peine 200 mètres.
Le relief devient plus accidenté à l’extrême sud-est sur les contreforts du massif montagneux du Fouta-Djalon où naissent les fleuves Niger, Sénégal et Gambie. Ces contreforts forment une frontière naturelle entre le Sénégal et la Guinée.
La mare de Simenti est la seule permanente du parc et attire les bêtes de la savane qui s'abreuvent d'une eau très salée et se roulent dans la boue.
Le parc est desservi par l'aérodrome du Niokolo-Koba.

## Faune et flore

### Faune
Le parc est connu pour sa faune très riche avec près de :
- 80 espèces de mammifères : lion, léopard, lycaon[6], chimpanzé, babouin, de très nombreux singes verts, hippopotame et l'éland de Derby (ou grand éland), buffle, hippotrague, colobe bai, kobus (cobe defassa), sylvicapre de Grimm, et peut-être même encore quelques éléphants.
- plusieurs reptiles de 38 espèces : varan du Nil, tortue, crocodile du Nil,
- 20 espèces d'amphibiens,
- 60 espèces de poissons,
- 330 espèces d’oiseaux : grande outarde, grue couronnée, bucorve d'Abyssinie, aigle martial, bateleur, dendrocygne veuf, etc.

Les derniers éléphants du Sénégal se trouvent sur le mont Assirik. Après des années de braconnage et la sécheresse très dure des années 1980, ces éléphants parviennent difficilement à se renouveler petit à petit. Ils sont sous protection rapprochée et sont suivis régulièrement.
Les derniers élands de Derby trouvent également refuge sur le mont Assirik. C'est la plus grande antilope du monde, elle peut atteindre le poids d'une tonne. Depuis 2005, l'aire protégée est considérée comme une unité de conservation du lion.

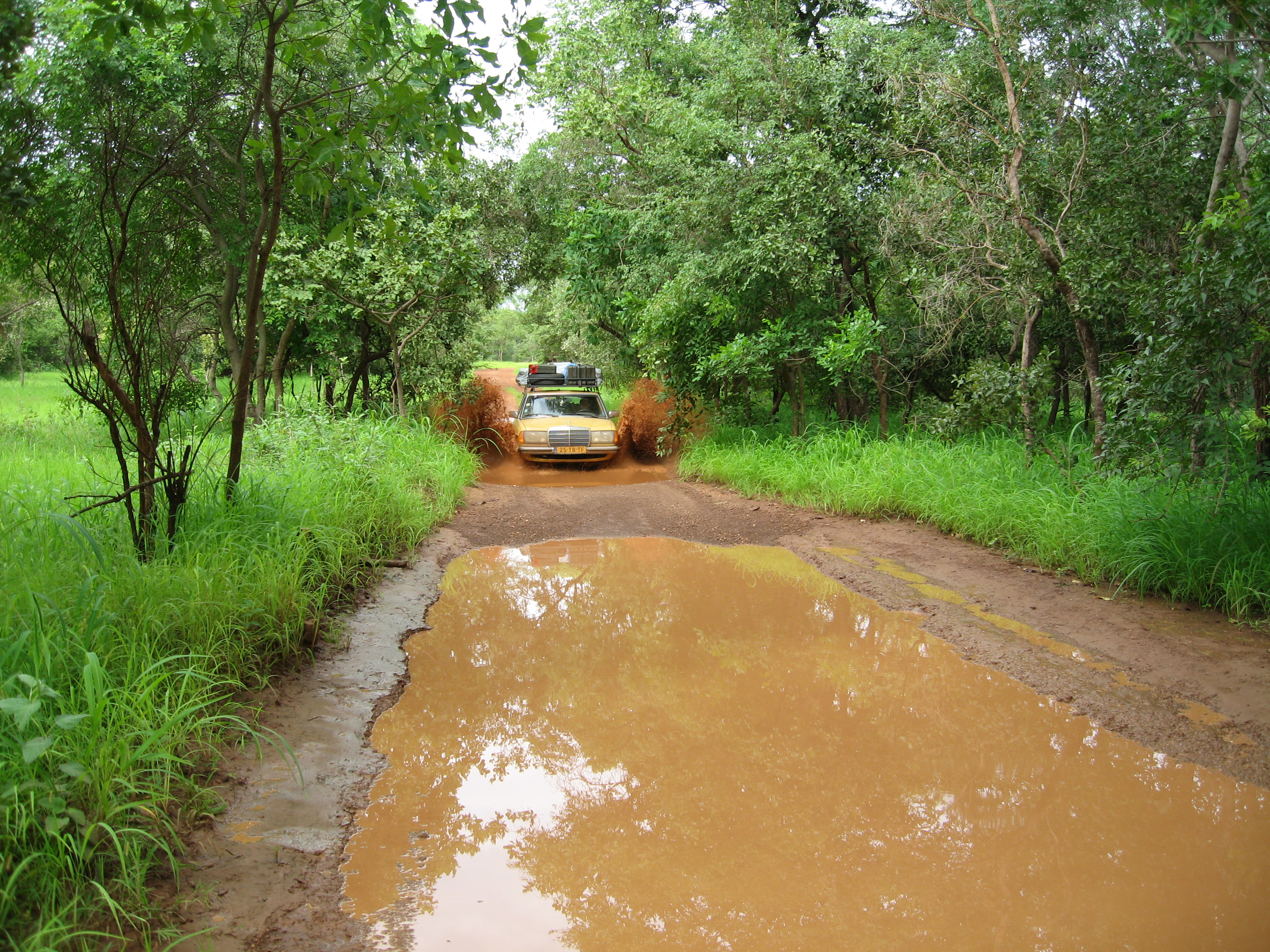
Traversée du parc pendant la saison des pluies

### Flore
La flore est constituée de près de 1 500 espèces de plantes et d'arbres comme le baobab, le néré (Parkia biglobosa), le caïlcédrat, le rônier, etc.
Ce parc est composé de savane boisée soudanienne où dominent les buissons et les baobabs, d'une forêt sèche ainsi que d'une forêt ripicole (78 % des forêts-galeries du pays) et de formations herbeuses dans les zones inondables.
Dans les vallées et les plaines, il existe de vastes zones où poussent la vétiveria et la savane herbacée. Les prairies se composent généralement de Paspalum et d'Echinochloa . Les espèces soudaniennes poussent dans la forêt sèche. Il y a aussi des endroits où vit le bambou. 
Dans les vallées et les forêts en forme de ceinture, l'espèce reflète le climat du Sud de la Guinée et la liane tropicale ligneuse est très prospère. 
Les espèces semi-aquatiques vivent au bord des rivières et les plantes annuelles disparaissent lorsque la hauteur de l'eau remonte dans les plaines inondables sablonneuses. Des forêts sèches et des savanes herbacées se développent en fonction du degré d'humidité ou du compactage du sol. Parfois, des buissons épais appelés Mimosa pigra occupent le milieu de ces zones humides.

## Dans la culture

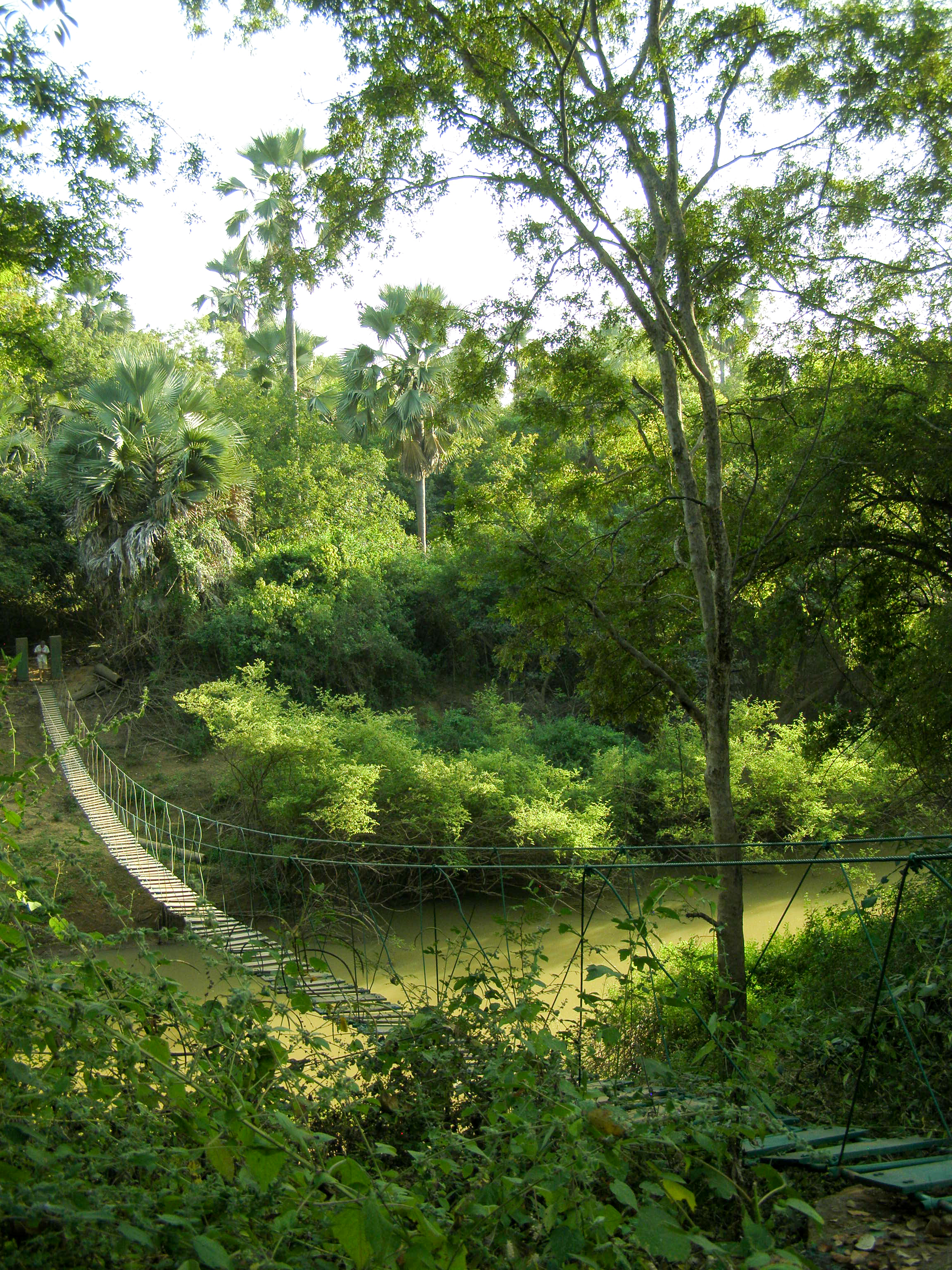
Le pont suspendu Adjudant-Chef-Nouha-Sane

- En 1968, plusieurs scènes du film franco-britannique L'Étoile du sud, inspiré d'un roman de Jules Verne, ont été tournées dans le parc. À cette occasion, un pont suspendu a été construit au-dessus du cours d'eau Niokolo-Koba. Le pont existe toujours, permettant la traversée de quatre personnes au maximum.
- Le Gri-gri du Niokolo-Koba est le titre d'un album de bande dessinée de la série Les Aventures de Spirou et Fantasio, sorti en 1974.

## Galerie

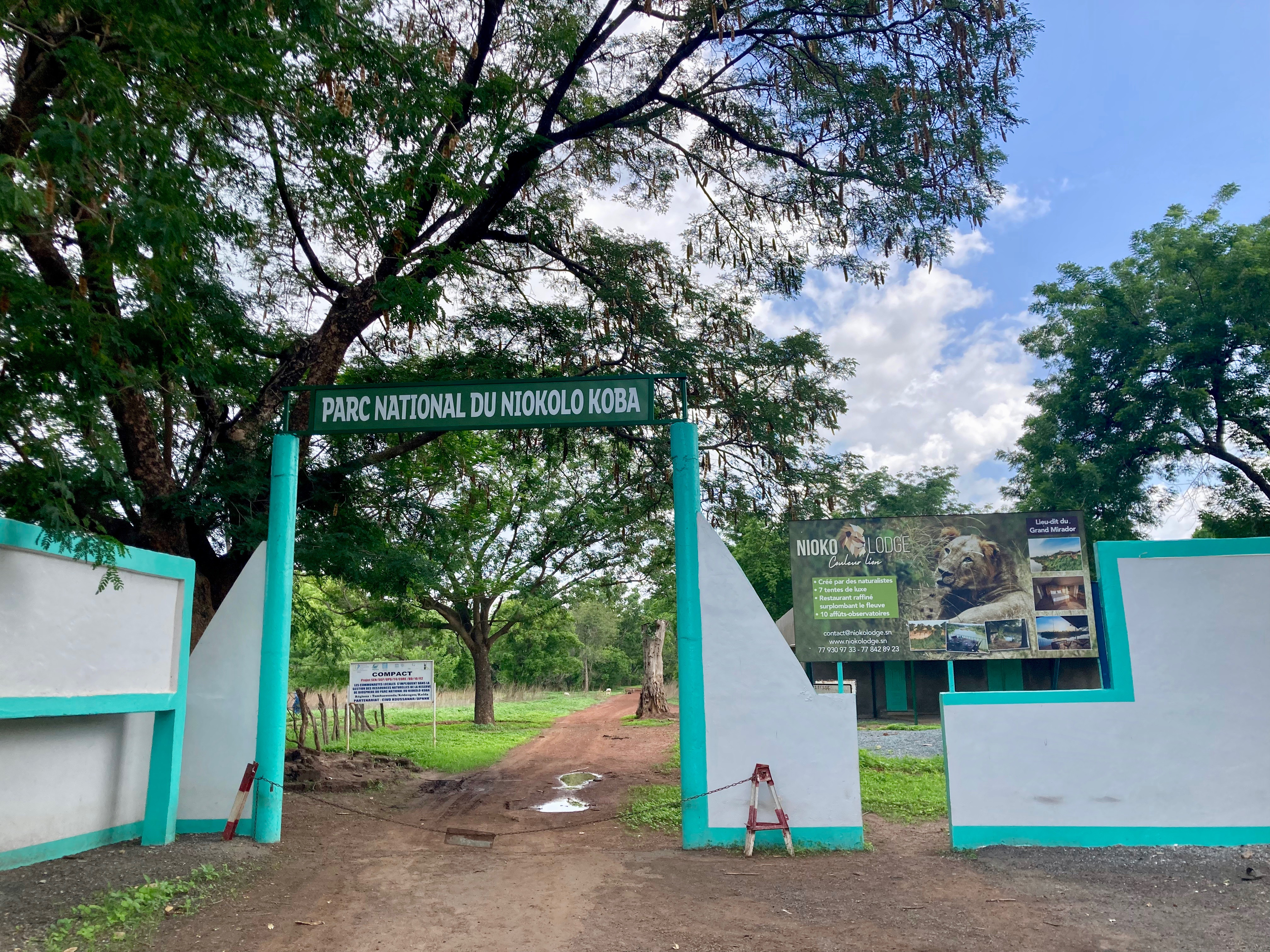
Entrée park Niokolo Koba
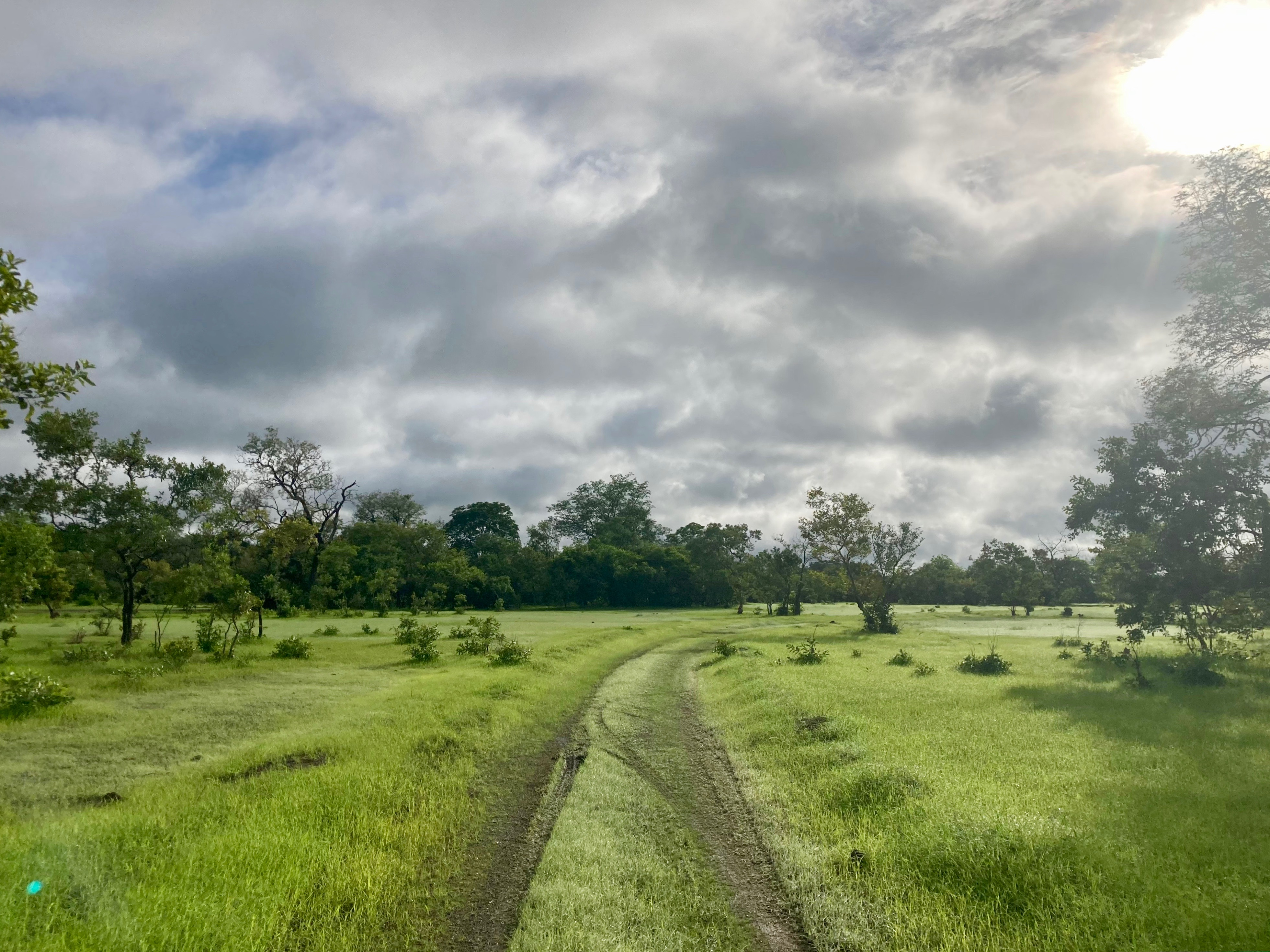
air Niokolo Koba
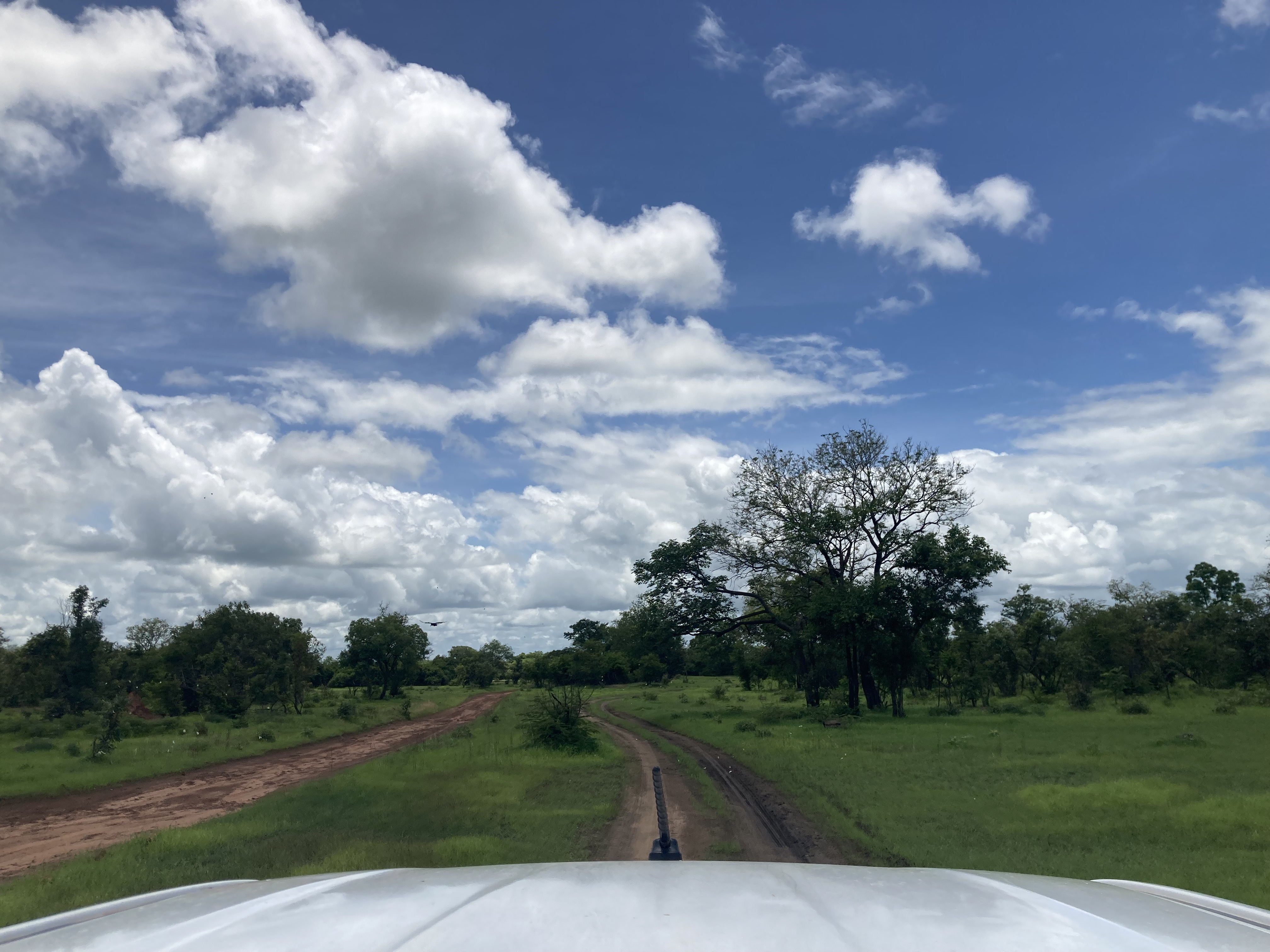
air Niokolo Koba
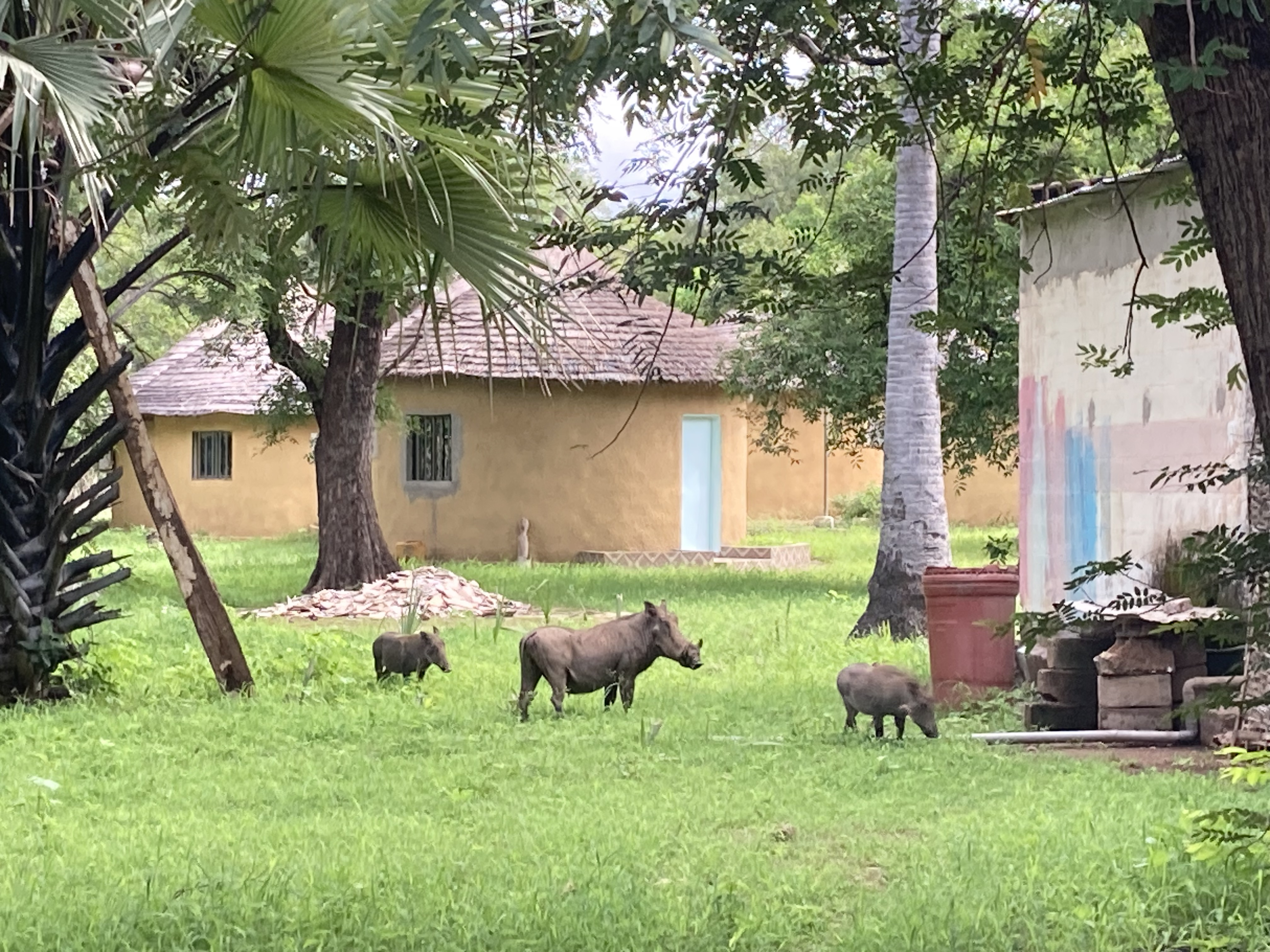
national park Niokolo koba
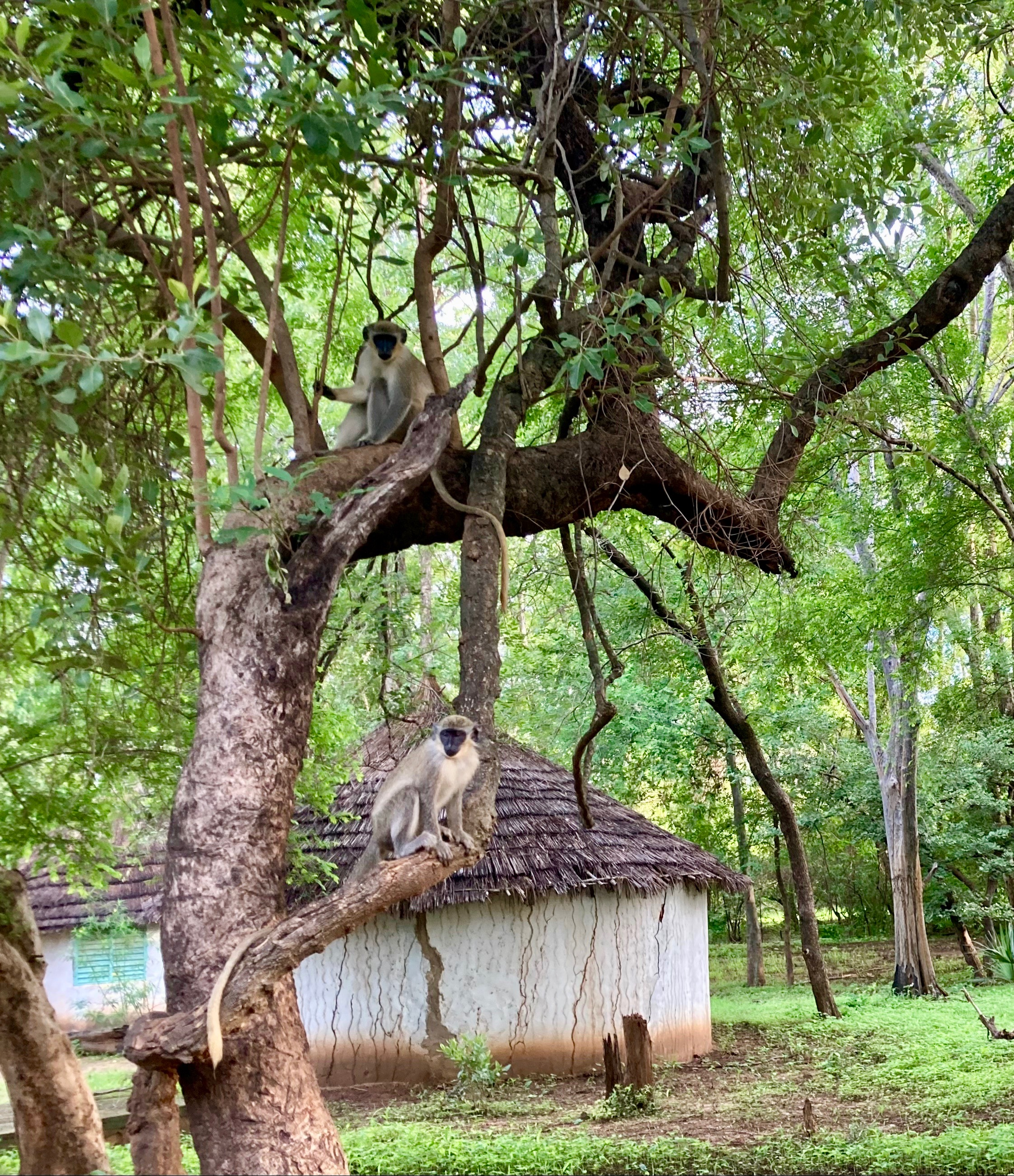
Singes du park
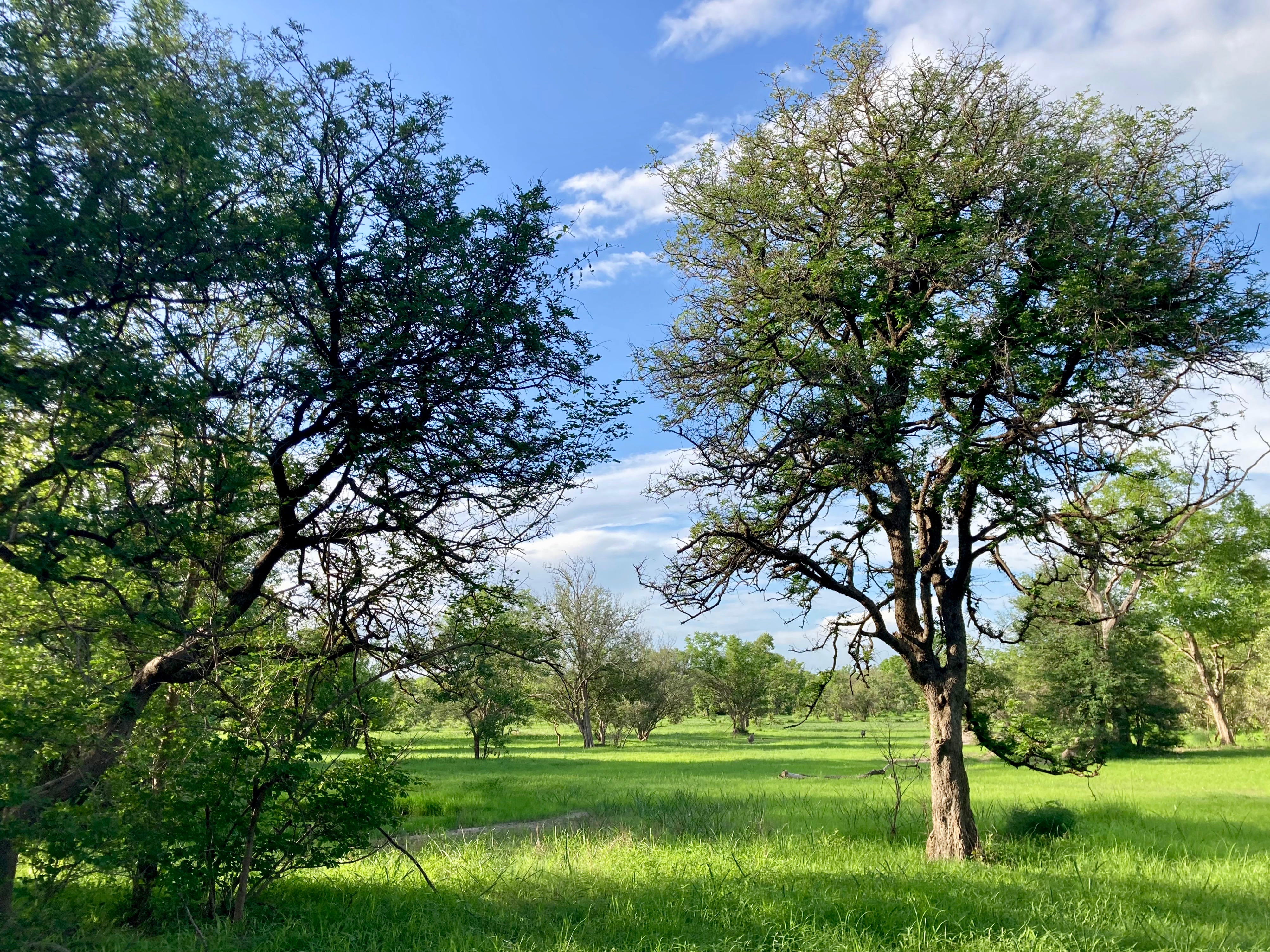
paysage du park Niokolo koba
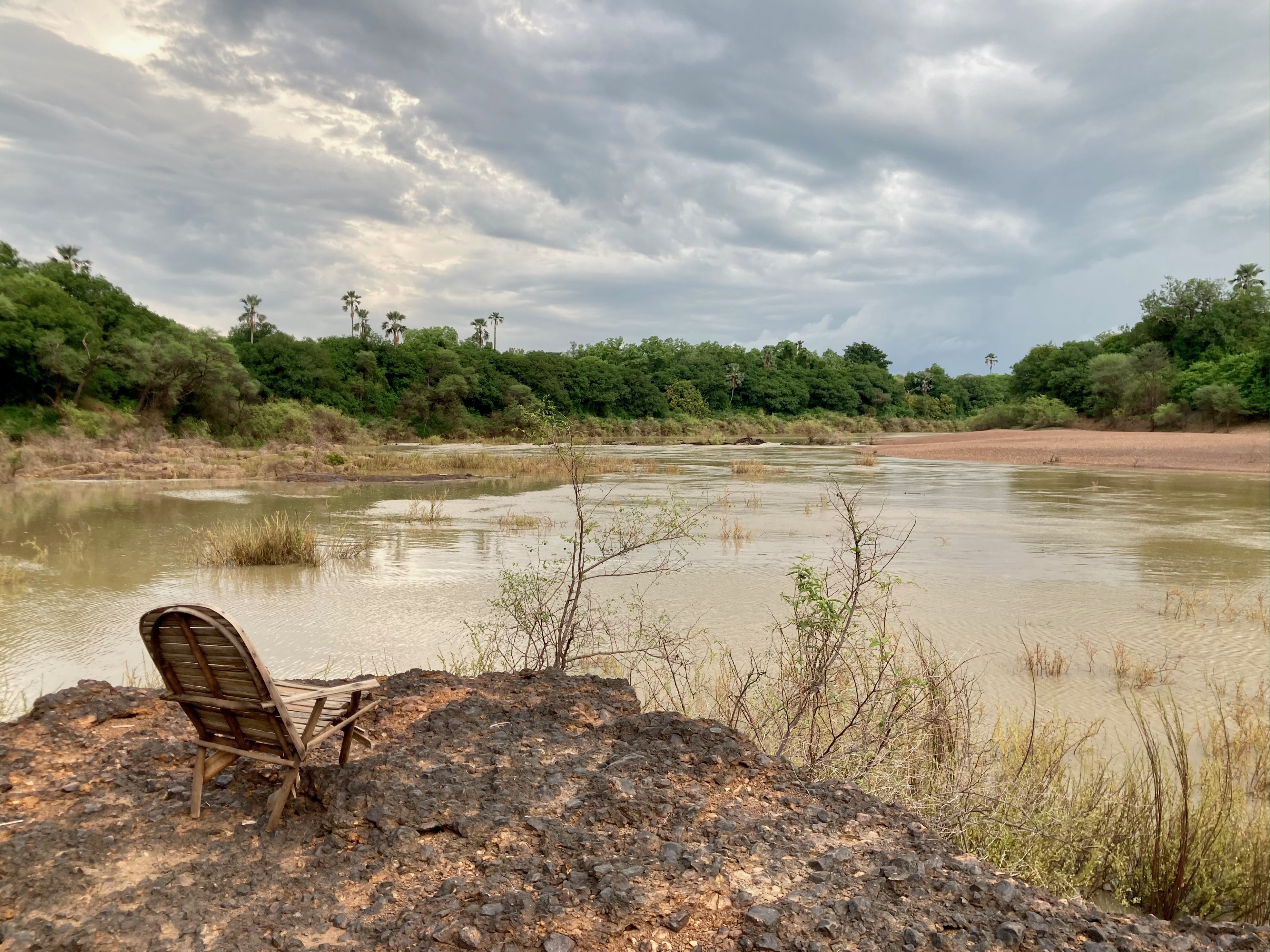
Rivière Gambia du park niokolo koba

#### Les parcs du Sénégal
- [Larivière et Dupuy 1978] Jean Larivière et André-Roger Dupuy (préf. Léopold Sédar Senghor), Sénégal - Ses parcs, ses animaux, Paris, éd. Fernand Nathan, 1978, 144 p. (OCLC 461810927, SUDOC 024252190).
- [Verschuren 1976] Jacques Verschuren, « Les Parcs Nationaux, joyaux du Sénégal », Zoo, vol. 41, no 4,‎ 1976, p. 150-157.

#### Niokolo-Koba
- [Dekeyser et al. 1956-1961] Pierre-Louis Dekeyser, André Villiers, P. Roy et al., Le Parc national du Niokolo-Koba (2 vol.), coll. « Mémoires IFAN » (no 48 (fascicule 1 « Faune ») ; et no 62 (fascicule 2 « Insectes, scorpions, poissons, oiseaux » )), 1956 et 1961, 266 p. + XIV pl., et 378 p..

- [Dupuy 1969] André Roger Dupuy, « Le Parc national du Niokolo-Koba. Fascicule 3 : « XXXII : Mammifères » », Mémoires IFAN, no 84,‎ mars 1969, p. 443-460 (lire en ligne [PDF] sur catsg.org).
- [Dupuy 1971] André Roger Dupuy (dir.), Le Niokolo-Koba : premier grand parc national de la République du Sénégal, Dakar, Grande Imprimerie Africaine, 1971, 276 p. (résumé).
- [Dupuy 1973] André Roger Dupuy (dir.), Guide touristique du Parc National du Niokolo-Koba, République du Sénégal, et circuits recommandés, Dakar, Edition Grande Impr. africaine / Direction Eaux et Forêts / IUCN/WWF (Project 1774. Elephant Conservation, Senegal), 1973, 56 p. (présentation en ligne).
- [Galat, Galat-Luong & Pichon] G. Galat, A. Galat-Luong et G. Pichon, Niokolo-Badiar : guide à l'usage des visiteurs du complexe écologique du Niokolo-Badiar, UICN-Direction des Parcs Nationaux du Sénégal-Ministère de l'Environnement et de la Protection de la Nature du Sénégal-ORSTOM, 1997, 20 p. (lire en ligne [PDF] sur researchgate.net).
- [Sarr 1984] Demba Sarr, La Préhistoire dans le Parc National du Niokolo-Koba. Approche typologique des gisements de Ba Foula Be, Badoye et Wouroli (mémoire de maîtrise), Université de Dakar, 1984, 122 p..
- [Verschuren 1983] Jacques Verschuren, « Écologie du Parc National du Niokolo-Koba (Sénégal). Grands mammifères et remarques sur la conservation », Bulletin de l'Institut Royal des Sciences Naturelles de Belgique, vol. 55, no 3,‎ décembre 1983, p. 1-48 (présentation en ligne, lire en ligne [PDF] sur biblio.naturalsciences.be).
- [Vincke et al. 2005] X. Vincke, J.-L. Hornick, N.I. Njikam et P. Leroy, « Gestion de la faune sauvage au Sénégal : comparaison du Parc national du Niokolo Koba et de la Réserve privée de Bandia », Annales de médecine vétérinaire, no 149,‎ 2005, p. 232-237 (lire en ligne [PDF] sur facmv.ulg.ac.be).
- Jean-Claude Fournier, Spirou et Fantasio (BD), t. 25 : Le Gri-gri du Niokolo-Koba, éd. Dupuis, 1990

#### La faune
- P. L. Dekeyser, P.L., Les Mammifères de l'Afrique noire française, IFAN, 1955.
- J. Le Tallec, La Grande Faune du Sénégal, 1978.